# ایلیا میناسیان
ایلیا (ایلییچ) همایاکی میناسیان (ارمنی: Իլյա (Իլյիչ) Հմայակի Մինասյան؛  زادهٔ ۲۸ اوت ۱۹۲۹ - درگذشته ۲۰۰۹) نوازنده، شوی اهل ارمنستان بود. وی بین سال‌های - تا - میلادی فعالیت می‌کرد.

## زندگی‌نامه
وی در ۲۸ اوت ۱۹۲۹ در ایروان به دنیا آمد و از دانشگاه دولتی ایروان (۱۹۶۳) و دانشگاه دولتی علوم پرورشی خاچاطور آبوویان ارمنستان  (۱۹۷۹) فارغ‌التحصیل گشت. همچنین برندهٔ جوایزی همچون هنرمند شایسته ارمنستان شوروی شده‌است. وی در ۲۰۰۹ در سن ۸۰ سالگی در ایروان درگذشت.

## نگارخانه

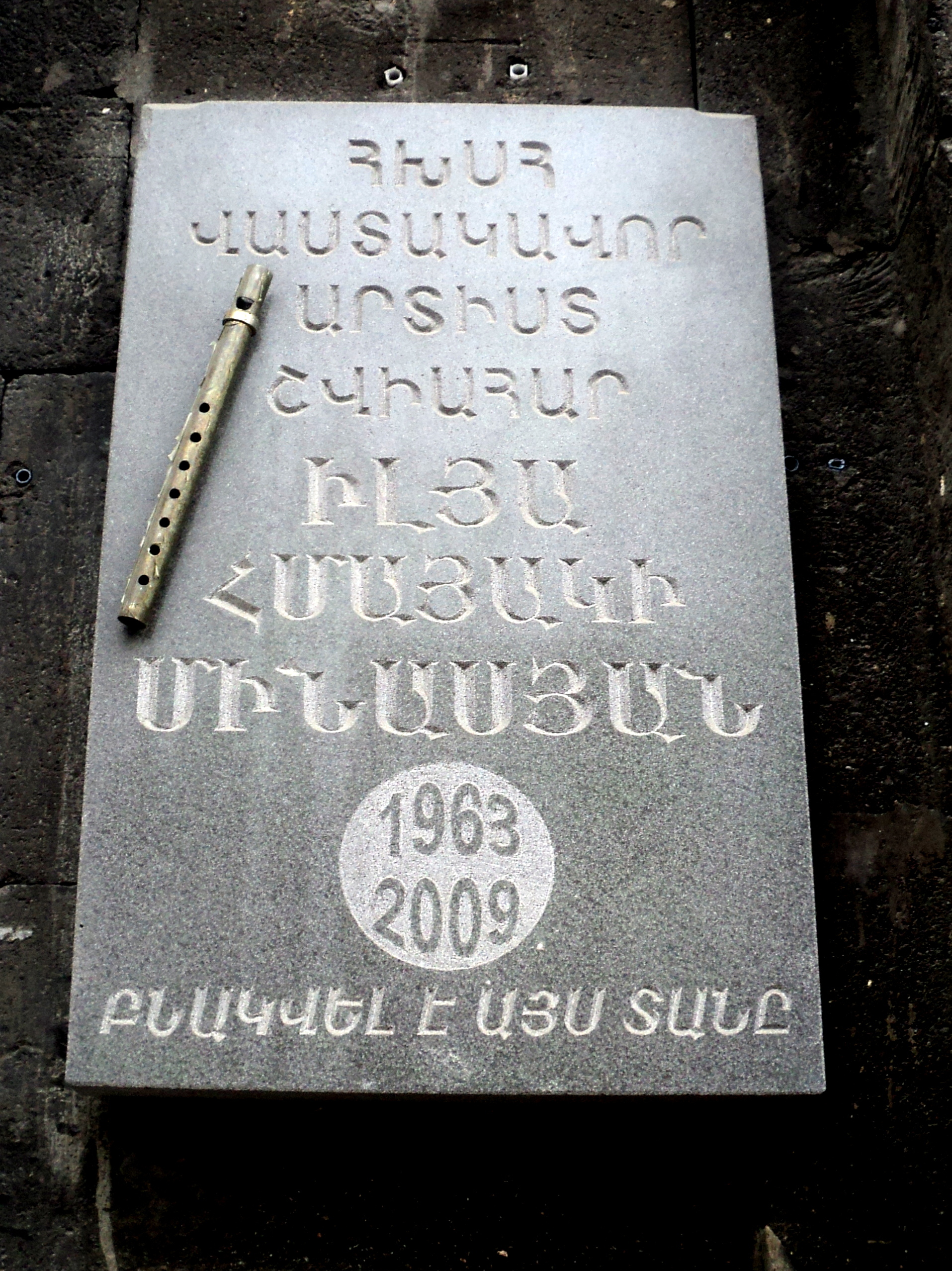